# Punctularia strigosozonata
Punctularia strigosozonata är en svampart som först beskrevs av Ludwig David von Schweinitz, och fick sitt nu gällande namn av P.H.B. Talbot 1958. Punctularia strigosozonata ingår i släktet Punctularia och familjen Corticiaceae.   Inga underarter finns listade i Catalogue of Life.